# Mistrzostwa Polski w Biegach Narciarskich 2025
Mistrzostwa Polski w Biegach Narciarskich 2025 – zawody w biegach narciarskich, których pierwsza część została rozegrana w dniach 14-15 grudnia 2024 roku w miejscowości Štrbské Pleso na Słowacji, a druga część w dniach 26-28 marca 2025 roku w Zakopanem. Organizatorem mistrzostw był Polski Związek Narciarski (PZN). Zawody miały rangę FIS.

## Terminarz i medaliści
| Data            | Miejscowość   | Konkurencja                                | Złoto                                                  | Srebro                                                        | Brąz                                              | Źródło |
| --------------- | ------------- | ------------------------------------------ | ------------------------------------------------------ | ------------------------------------------------------------- | ------------------------------------------------- | ------ |
| 14 grudnia 2024 | Štrbské Pleso | sprint st. klasycznym kobiet               | Monika Skinder                                         | Magdalena Kobielusz                                           | Aleksandra Kołodziej                              | [ 3 ]  |
| 14 grudnia 2024 | Štrbské Pleso | sprint st. klasycznym mężczyzn             | Kamil Bury                                             | Dominik Bury                                                  | Maciej Staręga                                    | [ 4 ]  |
| 15 grudnia 2024 | Štrbské Pleso | 10 km st. dowolnym kobiet                  | Andżelika Szyszka                                      | Magdalena Kobielusz                                           | Monika Skinder                                    | [ 5 ]  |
| 15 grudnia 2024 | Štrbské Pleso | 10 km st. dowolnym mężczyzn                | Dominik Bury                                           | Sebastian Bryja                                               | Kamil Bury                                        | [ 6 ]  |
| 26 marca 2025   | Zakopane      | 10 km st. klasycznym kobiet                | Eliza Rucka-Michałek                                   | Aleksandra Kołodziej                                          | Oliwia Buśko                                      | [ 7 ]  |
| 26 marca 2025   | Zakopane      | 10 km st. klasycznym mężczyzn              | Piotr Jarecki                                          | Tomasz Wąsowicz                                               | Michał Skowron                                    | [ 8 ]  |
| 27 marca 2025   | Zakopane      | 20 km st. dowolnym kobiet (start masowy)   | Eliza Rucka-Michałek                                   | Andżelika Szyszka                                             | Magdalena Kobielusz                               | [ 9 ]  |
| 27 marca 2025   | Zakopane      | 20 km st. dowolnym mężczyzn (start masowy) | Paweł Bryja                                            | Michał Skowron                                                | Mateusz Haratyk                                   | [ 10 ] |
| 28 marca 2025   | Zakopane      | sprint drużynowy kobiet (styl dowolny)     | NKS Trójwieś Beskidzka I Kamila Idziniak Zuzanna Fujak | KS AZS AWF Katowice Zuzanna Sadownik Magdalena Kobielusz      | MKS Istebna Elżbieta Zawada Eliza Rucka-Michałek  | [ 11 ] |
| 28 marca 2025   | Zakopane      | sprint drużynowy mężczyzn (styl dowolny)   | KS AZS AWF Katowice Piotr Jarecki Michał Skowron       | NKS Trójwieś Beskidzka I Mateusz Haratyk Przemysław Legierski | UKS Regle Kościelisko I Karol Stachoń Paweł Bryja | [ 12 ] |